# Dracula, pages tirées du journal d'une vierge
Pour plus de détails, voir Fiche technique et Distribution.
Dracula, pages tirées du journal d'une vierge (Dracula, Pages From a Virgin's Diary) est un film canadien réalisé par Guy Maddin, sorti en 2002. Le film est l'enregistrement d'une représentation d'un ballet sur l'histoire de Dracula par le Ballet Royal de Winnipeg (Royal Winnipeg Ballet).

## Fiche technique
- Titre original : Dracula, Pages From a Virgin's Diary
- Titre français : Dracula, pages tirées du journal d'une vierge
- Réalisation : Guy Maddin
- Scénario : Mark Godden d'après Bram Stoker
- Pays d'origine : Canada
- Format : Couleurs - 35 mm - 1,85:1 - Stéréo
- Genre : comédie, horreur, musical
- Durée : 73 minutes
- Date de sortie : 2002

## Distribution
- Zhang Wei-qiang : Dracula
- Tara Birtwhistle : Lucy Westernra
- David Moroni : docteur Van Helsing
- CindyMarie Small : Mina
- Johnny A. Wright : Jonathon Harker
- Stephane Leonard : Arthur Holmwood
- Matthew Johnson : Jack Seward
- Keir Knight : Quincy Morris
- Brent Neale : Renfield
- Stephanie Ballard : madame Westernra
- Sarah Murphy-Dyson : vampire / nonne/ servante
- Carrie Broda : servante / nonne
- Gail Stefanek : servante / vampire
- Janet Sartore : servante / nonne
- Jennifer Welsman : gargouille / nonne